# 12577 Samra
12577 Samra eller 1999 RA13 är en asteroid i huvudbältet som upptäcktes den 7 september 1999 av LINEAR i Socorro County, New Mexico. Den är uppkallad efter Shamsher Singh Samra.
Asteroiden har en diameter på ungefär 6 kilometer.